# USS Holland (SS-1)
USS Holland (SS-1) byla první moderní ponorka námořnictva Spojených států amerických. Úplně první byla roku 1775 Turtle, následovaly USS Alligator, Intelligent Whale a USS Plunger. Ponorka Holland byla ve službě v letech 1900–1905. Mimo jiné sloužila ve výcviku v Námořní akademii Spojených států amerických v Annapolisu. Stala se rovněž vzorem pro ponorky britské třídy Holland a japonského Typu 1.

## Stavba

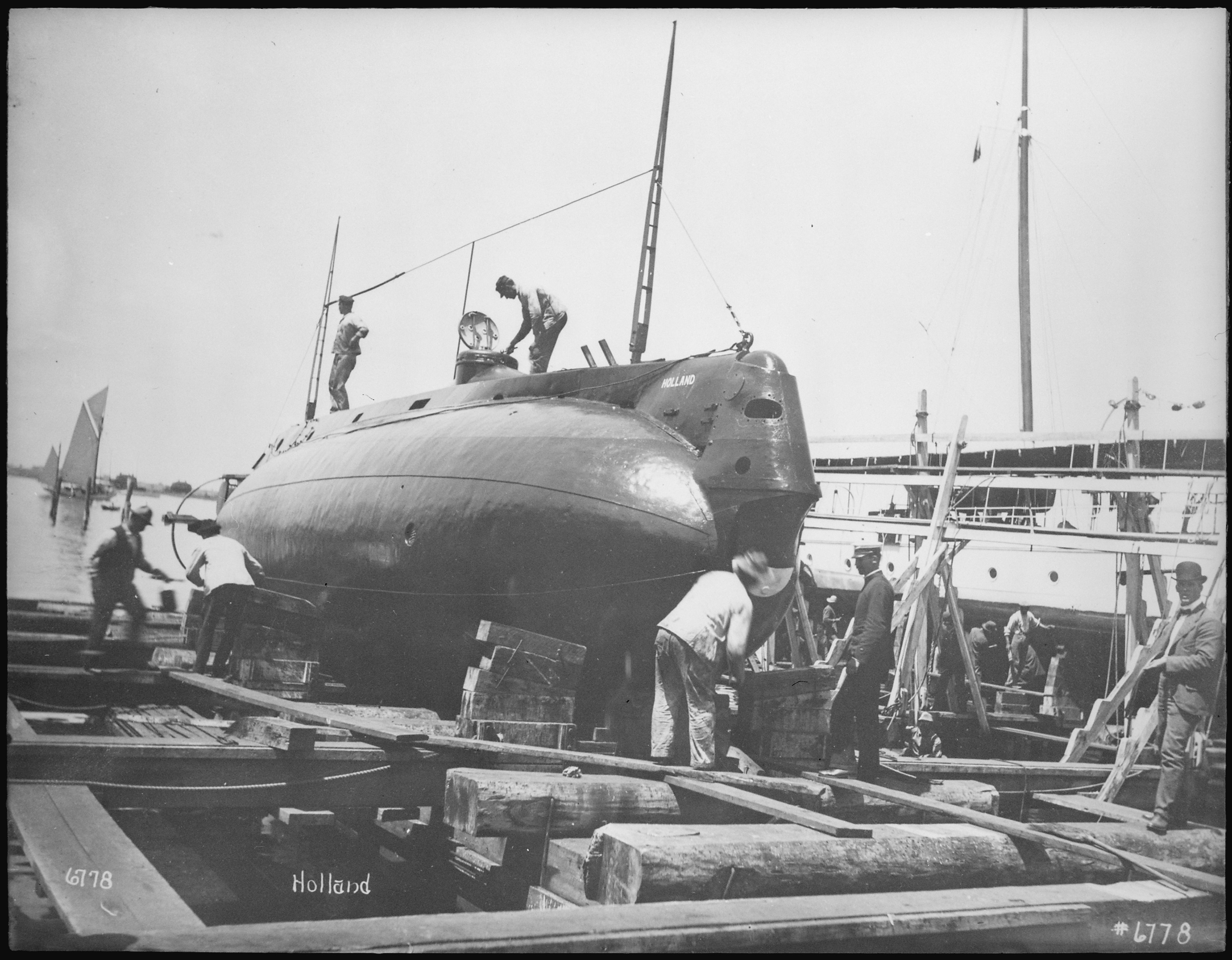
Holland v suchém doku

Ponorku Holland VI navrhl americký konstruktér John Philip Holland a nechal ji postavit na vlastní náklady. Pro jeho společnost Holland Submarine Torpedo Boat Company ji postavila americká loděnice Crescent Shipyard v Elizabeth ve státě New Jersey. Spuštěna na vodu byla 17. května 1897. V letech 1899–1900 procházela zkouškami na Holland Torpedo Boat Station. Dne 11. dubna 1900 ji koupilo americké námořnictvo. Do služby ji zařadilo 12. října 1900 jako USS Holland. Jejím prvním kapitánem byl poručík Harry Handly Caldwell, který se stal prvním americkým ponorkovým kapitánem. Trupové číslo (SS-1) bylo ponorkce přiřazeno až dodatečně po jejím vyřazení.

## Konstrukce

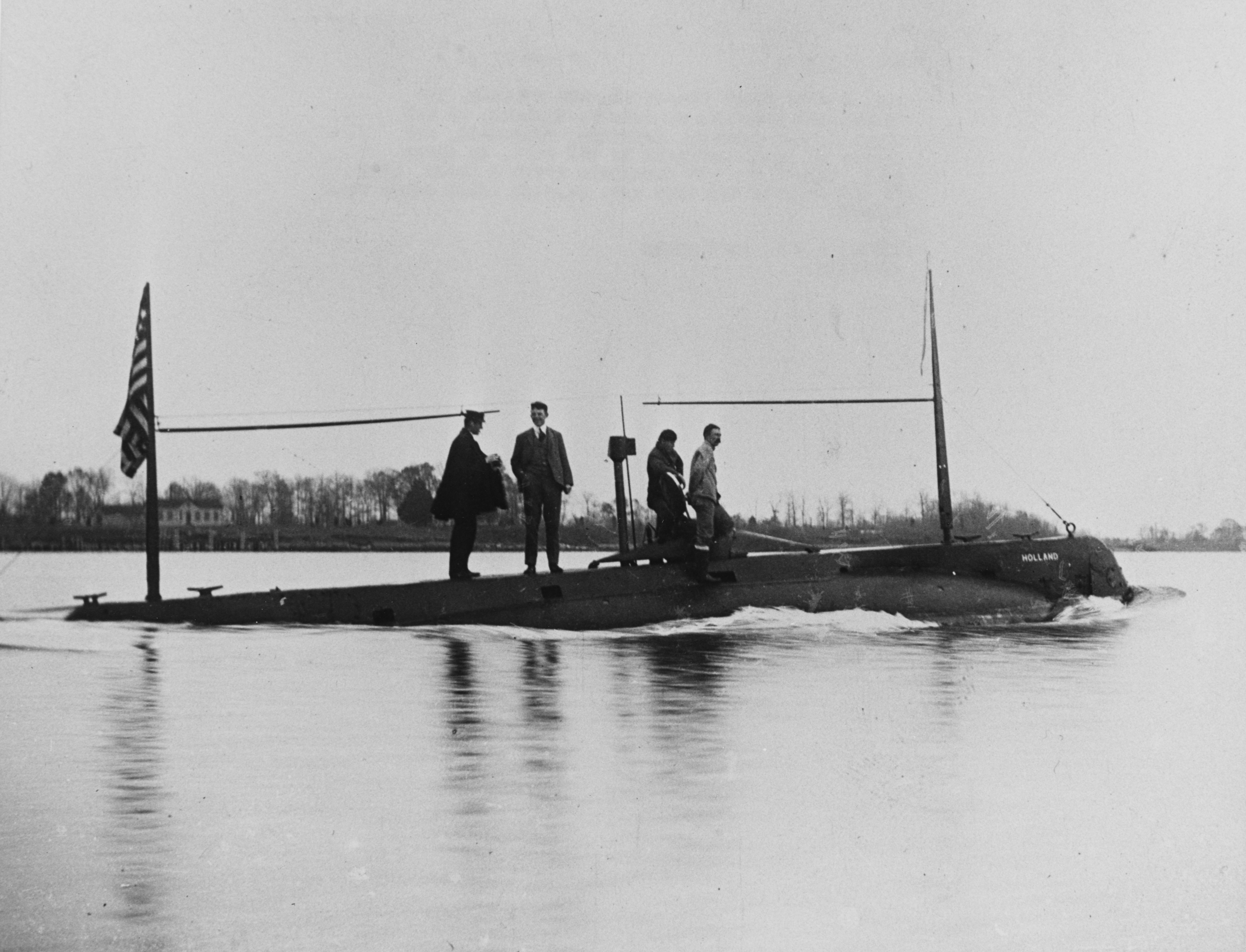
Holland

Výzbroj představoval 457mm torpédomet se zásobou tří torpéd Whitehead. Doplňoval jej 203mm pneumatický kanón. Benzínový Ottův motor obstarával pohon na hladině, pod vodou to byl elektromotor. Loď měřila 16,5 metrů a posádku tvořilo 6 mužů. Americké námořnictvo ji odkoupilo a zařadilo do výzbroje dne 11. dubna 1900.